# Internationaal Verdrag inzake de uitbanning van alle vormen van rassendiscriminatie
Het Internationaal Verdrag inzake de uitbanning van elke vorm van rassendiscriminatie, afgekort tot IVUR, of the International Convention on the Elimination of All Forms of Racial Discrimination ICERD, uit 1965 is een van de zeven verdragen over de rechten van de mens van de Verenigde Naties. Het richt zich tegen discriminatie op grond van ras, huidskleur en nationale of etnische afkomst. De bedoeling van het verdrag is voor iedereen op aarde alle grondrechten, die als gelijkheidsrechten zijn aan te merken, te waarborgen.
Het verdrag werd op 21 december 1965 aangenomen door de Algemene Vergadering van de Verenigde Naties en trad op 4 januari 1969 in werking, zeven jaar voor het IVBPR en het IVESCR. Per 20 november 2017 zijn er 179 staten partij bij het verdrag aangesloten.
Het comité dat toezicht houdt op de uitvoering van het verdrag draagt de naam Committee on the Elimination of Racial Discrimination CERD.

## Implementatie in Nederland
In Nederland zijn verschillende wetten en wetsartikels aangenomen om het IVUR te implementeren, waaronder de Algemene wet gelijke behandeling, die in 1994 in werking trad. De volgende zaken zijn in 1971 in het Wetboek van Strafrecht, naar aanleiding van het IVUR, door de wet strafbaar gesteld: groepsbelediging van mensen op grond van hun ras, haatzaaien of gewelddadig optreden tegen of discriminatie van mensen vanwege hun ras, publieke uitlatingen met een wegens ras beledigend karakter of die tot haat of discriminatie aanzetten, het deelnemen en steun verlenen aan activiteiten gericht op discriminatie van mensen wegens hun ras en discriminatie op basis van ras in de uitoefening van het werk. De definitie van ras, van het menselijke ras is in artikel 1 van het IVUR beschreven en is gebaseerd op huidskleur, afkomst, nationale afstamming en etnische afstamming.